# Liste der Vögel in Costa Rica
Dieser Artikel wurde wegen inhaltlicher Mängel auf der Qualitätssicherung Biologie zur Löschung vorgeschlagen. Dies geschieht, um die Qualität der Biologieartikel auf ein akzeptables Niveau zu bringen.
Innerhalb von 7 bzw. 14 Tagen kann über die Löschung auf der Qualitätssicherung diskutiert werden, dies sollte allerdings auch mit einer deutlichen Verbesserung des Artikels einhergehen. Eine Schnelllöschung im Sonderfall ist damit jedoch nicht ausgeschlossen.
Lies dazu auch die näheren Informationen in den Mindestanforderungen an Biologie-Artikel.
Die folgende Liste enthält alle Vögel (Aves), die in Costa Rica vorkommen.
Die Vogelwelt Costa Ricas ist mit 79 Familien und rund 900 Arten – mehr als doppelt so viele wie in Mitteleuropa – außergewöhnlich vielfältig. In allen Regionen des Landes findet man eine Vielzahl an Vögeln aller Größen und Farben. Costa Rica ist wie sein Nachbarland Panama eines der wichtigsten Ziele für Vogelbeobachter. Die wichtigsten Vogelfamilien des Landes sind:
- Eisvögel aus der Ordnung der Rackenvögel
- Falkenartige aus der gleichnamigen Ordnung
- Fischadler aus der Ordnung der Greifvögel
- Habichtartige aus der Ordnung der Greifvögel
- Kolibris aus der Ordnung der Seglervögel
- Neuweltgeier aus der Ordnung der Schreitvögel
- Eigentliche Papageien aus der Ordnung der Papageien
- Spechte aus der Ordnung der Spechtvögel
- Trogone aus der Ordnung der Trogone
- Tukane aus der Ordnung der Spechtvögel

Häufig gesehene Vögel in Costa Rica sind Neuweltgeier, Kolibris, Papageien, Tangaren, Trogone und Tukane, in den Küstengebieten auch Pelikane und Fregattvögel, an Seeufern und in Flusslandschaften vor allem Eisvögel, Reiher, Ibisse und Löffler.

## Liste aller in Costa Rica vorkommender Vögel nach Familien und Arten

### Albatrosse
- Galapagosalbatros (Phoebastria irrorata)

### Ameisenpittas
- Kehlband-Ameisenpitta (Grallaria guatimalensis)
- Ockerbrust-Ameisenpitta (Grallaricula flavirostris)
- Orangeflanken-Ameisenpitta (Hylopezus dives)
- Rotbrust-Ameisendrossel (Formicarius rufipectus)
- Graubrust-Ameisendrossel (Formicarius analis)
- Schwarzkopf-Ameisendrossel (Formicarius nigricapillus)
- Schwarzscheitel-Ameisenpitta (Pittasoma michleri)
- Westliche Brillenameisenpitta (Hylopezus perspicillatus)

### Ameisenvögel
- Binden-Ameisenwürger (Thamnophilus doliatus)
- Braunrücken-Ameisenvogel (Myrmeciza exsul)
- Braunweißer Ameisenvogel (Gymnopithys leucaspis)
- Grauscheitel-Ameisenvogel (Myrmeciza laemosticta)
- Halsband-Ameisenvogel (Phaenostictus mcleannani)
- Hochland-Ameisenschlüpfer (Myrmotherula schisticolor)
- Kapuzenameisenwürger (Thamnophilus bridgesi)
- Nacktstirn-Ameisenvogel (Gymnocichla nudiceps)
- Olivgrau-Ameisenvogel (Dysithamnus mentalis)
- Rostbrauner Ameisenwürger (Thamnistes anabatinus)
- Rostbürzel-Ameisenfänger (Terenura callinota)
- Rotmantel-Ameisenwächter (Hylophylax naevioides)
- Schwarzer Ameisenvogel (Myrmeciza immaculata)
- Streifenkopfwürgerling (Dysithamnus striaticeps)
- Stummelschwanz-Ameisenvogel (Myrmornis torquata)
- Tropfenflügel-Ameisenfänger (Microrhopias quixensis)
- Tropfenkehl-Ameisenschlüpfer (Myrmotherula fulviventris)
- Tüpfelscheitelwürgerling (Dysithamnus puncticeps)
- Tyrannenameisenfänger (Cercomacroides tyrannina)
- Weißbrust-Ameisenwürger (Taraba major)
- Weißflanken-Ameisenschlüpfer (Myrmotherula axillaris)
- Westlicher Tropfenameisenwürger (Thamnophilus atrinucha)
- Zebraameisenwürger (Cymbilaimus lineatus)

### Ammern
- Botteri-Ammer (Aimophila botterii)
- Braunbürzelpfäffchen (Sporophila torqueola)
- Braunkopf-Buschammer (Buarremon brunneinucha)
- Dickschnabel-Buschammer (Lysurus crassirostris)
- Einfarb-Hakenschnabel (Diglossa plumbea)
- Gelbbauchspelzer (Sporophila nigricollis)
- Gelbschenkel-Buschammer (Pselliophorus tibialis)
- Goldbraue (Tiaris olivacea)
- Goldschnabel-Ruderammer (Arremon aurantiirostris)
- Grasammer (Passerculus sandwichensis)
- Großfuß-Buschammer (Pezopetes capitalis)
- Grünscheitel-Buschammer (Buarremon torquatus)
- Heuschreckenammer (Ammodramus savannarum)
- Indigopfäffchen (Amaurospiza concolor)
- Jacarinitangare (Volatinia jacarina)
- Keilschwanzammer (Emberizoides herbicola)
- Kokosfink (Pinaroloxias inornata)
- Kurzschnabel-Gilbammer (Sicalis luteola)
- Lincoln-Ammer (Melospiza lincolnii)
- Dunkelspelzer (Sporophila corvina)
- Morgenammer (Zonotrichia capensis)
- Nicaraguareisknacker (Oryzoborus nuttingi)
- Olivrückenammer (Arremonops rufivirgatus)
- Panamáammer (Arremonops conirostris)
- Rostrückenammer (Aimophila rufescens)
- Rostschwanzammer (Aimophila ruficauda)
- Schieferämmerling (Haplospiza rustica)
- Schieferpfäffchen (Sporophila schistacea)
- Schwirrammer (Spizella passerina)
- Vulkanammertangare (Acanthidops bairdi)
- Vulkanammer (Junco vulcani)
- Dickschnabelspelzer (Oryzoborus funerea)
- Weißnacken-Buschammer (Atlapetes albinucha)
- Weißohrammer (Melozone leucotis)
- Weißwangenammer (Melozone biarcuatum)
- Zwergpfäffchen (Sporophila minuta)

### Austernfischer
- Braunmantel-Austernfischer (Haematopus palliatus)

### Bartvögel
- Andenbartvogel (Eubucco bourcierii)
- Aztekenbartvogel (Semnornis frantzii)

### Baumsteiger
- Brauner Sensenschnabel (Campylorhamphus pusillus)
- Dunkelschnabel-Baumsteiger (Dendrocolaptes picumnus)
- Dünnschnabel-Baumsteiger (Sittasomus griseicapillus)
- Grauwangen-Baumsteiger (Dendrocincla fuliginosa)
- Keilschnabel-Baumsteiger (Glyphorynchus spirurus)
- Kleiner Fahlkehl-Baumsteiger (Xiphorhynchus susurrans)
- Langschwanz-Baumsteiger (Deconychura longicauda)
- Lanzettstrichel-Baumsteiger (Lepidocolaptes souleyetii)
- Lohschwingen-Baumsteiger (Dendrocincla anabatina)
- Nördlicher Bindenbaumsteiger (Dendrocolaptes sanctithomae)
- Olivkappen-Baumsteiger (Xiphorhynchus erythropygius)
- Perlkappen-Baumsteiger (Lepidocolaptes affinis)
- Rostkappen-Baumsteiger (Dendrocincla homochroa)
- Schwarzrücken-Baumsteiger (Xiphorhynchus lachrymosus)
- Starkschnabel-Baumsteiger (Xiphocolaptes promeropirhynchus)
- Strichelbaumsteiger (Xiphorhynchus flavigaster)

### Binsenrallen
- Zwergbinsenralle (Heliornis fulica)

### Blatthühnchen
- Gelbstirn-Blatthühnchen (Jacana spinosa)
- Rotstirn-Blatthühnchen (Jacana jacana)

### Bürzelstelzer
- Silberbrauentapaculo (Scytalopus argentifrons)

### Drosseln
- Bergmusendrossel (Catharus frantzii)
- Blaßbauchdrossel (Turdus obsoletus)
- Cabanis-Drossel (Turdus plebejus)
- Gilbdrossel (Turdus grayi) Nationalvogel Costa Ricas
- Goldschnabel-Musendrossel (Catharus aurantiirostris)
- Graukehl-Drossel (Catharus gracilirostris)
- Graurücken-Musendrossel (Catharus fuscater)
- Grauwangendrossel (Catharus minimus)
- Maskenklarino (Myadestes melanops)
- Walddrossel (Hylocichla mustelina)
- Rußdrossel (Turdus nigrescens)
- Schwarzkopf-Musendrossel (Catharus mexicanus)
- Tropfenbrust-Musendrossel (Catharus dryas)
- Weißkehldrossel (Turdus assimilis)
- Wilson-Drossel (Catharus fuscescens)
- Zwergdrossel (Catharus ustulatus)

### Eigentliche Eulen
- Bänderkreischeule (Megascops vermiculatus)
- Bindenhalskauz (Ciccaba nigrolineata)
- Brasilzwergkauz (Glaucidium brasilianum)
- Brillenkauz (Pulsatrix perspicillata)
- Tropenkreischeule (Megascops choliba)
- Costa-Rica-Zwergkauz (Glaucidium costaricanum)
- Graukopf-Zwergkauz (Glaucidium griseiceps)
- Rotgesicht-Kreischeule (Megascops guatemalae)
- Haubenkauz (Lophostrix cristata)
- Kaninchenkauz (Athene cunicularia)
- Mangrovekreischeule (Megascops cooperi)
- Nacktbein-Kreischeule (Megascops clarkii)
- Ridgwaykauz (Aegolius ridgwayi)
- Schreieule (Pseudoscops clamator)
- Sprenkelkauz (Ciccaba virgata)
- Styxeule (Asio stygius)
- Sumpfohreule (Asio flammeus)
- Virginia-Uhu (Bubo virginianus)
- Westkreischeule (Megascops kennicottii)

### Eigentliche Papageien
- Aztekensittich (Aratinga nana, jetzt Eupsittula nana)
- Costa-Rica-Papagei (Touit costaricensis)
- Elfenbeinsittich (Aratinga canicularis, jetzt Eupsittula canicularis)
- Gelbnackenamazone (Amazona auropalliata)
- Gelbscheitelamazone (Amazona ochrocephala)
- Rotstirnamazone (Amazona autumnalis)
- Glatzenkopfpapagei (Pionus senilis)
- Grauwangenpapagei (Pionopsitta haematotis)
- Soldatenara (Ara ambigua)
- Scharlachara (Ara macao)
- Hoffmannsittich (Pyrrhura hoffmanni)
- Katharinasittich (Bolborhynchus lineola)
- Bechsteinara (Ara militaris)
- Mülleramazone (Amazona farinosa)
- Schwarzohrpapagei (Pionus menstruus)
- Tovisittich (Brotogeris jugularis)
- Veraguasittich (Aratinga finschi)
- Weißstirnamazone (Amazona albifrons)

### Eisvögel
- Amazonasfischer (Chloroceryle amazona)
- Erzfischer (Chloroceryle aenea)
- Grünfischer (Chloroceryle americana)
- Gürtelfischer (Ceryle alcyon)
- Rotbrustfischer (Megaceryle torquata)
- Zweifarbenfischer (Chloroceryle inda)

### Entenvögel
- Krickente (Anas carolinensis)
- Bergente (Aythya marila)
- Blauflügelente (Anas discors)
- Gelbbrust-Pfeifgans (Dendrocygna bicolor)
- Kanadabergente (Aythya affinis)
- Löffelente (Anas clypeata)
- Maskenruderente (Nomonyx dominica)
- Moschusente (Cairina moschata)
- Kanadapfeifente (Anas americana)
- Ringschnabelente (Aythya collaris)
- Herbstpfeifgans (Dendrocygna autumnalis)Herbstpfeifgans (Dendrocygna autumnalis)

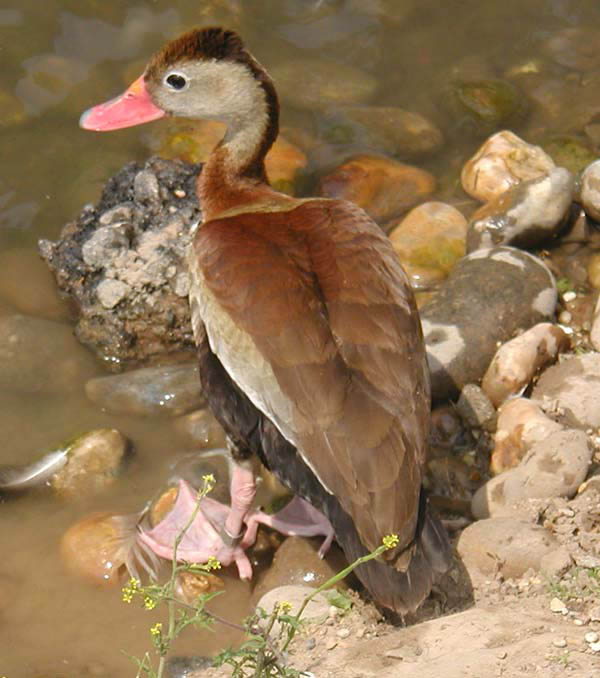
Herbstpfeifgans (Dendrocygna autumnalis)

- Schwarzkopf-Ruderente (Oxyura jamaicensis)
- Spießente (Anas acuta)
- Stockente (Anas platyrhynchos)
- Witwenpfeifgans (Dendrocygna viduata)
- Zimtente (Anas cyanoptera)

### Falkenartige
- Aplomadofalke (Falco femoralis)
- Buntfalke (Falco sparverius)
- Fledermausfalke (Falco rufigularis)
- Gelbkopfkarakara (Milvago chimachima)
- Graurücken-Waldfalke (Micrastur mirandollei)
- Kappenwaldfalke (Micrastur semitorquatus)
- Lachfalke (Herpetotheres cachinnans)
- Rotbrustfalke (Falco deiroleucus)
- Rotkehlkarakara (Ibycter americanus)
- Schopfkarakara (Polyborsu plancus)
- Sperberwaldfalke (Micrastur ruficollis)
- Wanderfalke (Falco peregrinus)
- Zwergfalke (Falco columbarius)

### Faulvögel
- Elsterfaulvogel (Notharchus tectus)
- Streifen-Faulvogel (Micromonacha lanceolata)
- Weißhals-Faulvogel (Notharchus macrorhynchos)
- Weißstirntrappist (Monasa morphoeus)
- Weißzügel-Faulvogel (Malacoptila panamensis)

### Fettschwalm
- Fettschwalm (Steatornis caripensis)

### Finken
- Gelbbauchzeisig (Carduelis xanthogastra)
- Mexikozeisig (Carduelis psaltria)

### Fischadler
- Fischadler (Pandion haliaetus)

### Fregattvögel
- Bindenfregattvogel (Fregata minor)
- Prachtfregattvogel (Fregata magnificens)Prachtfregattvogel (Fregata magnificens)

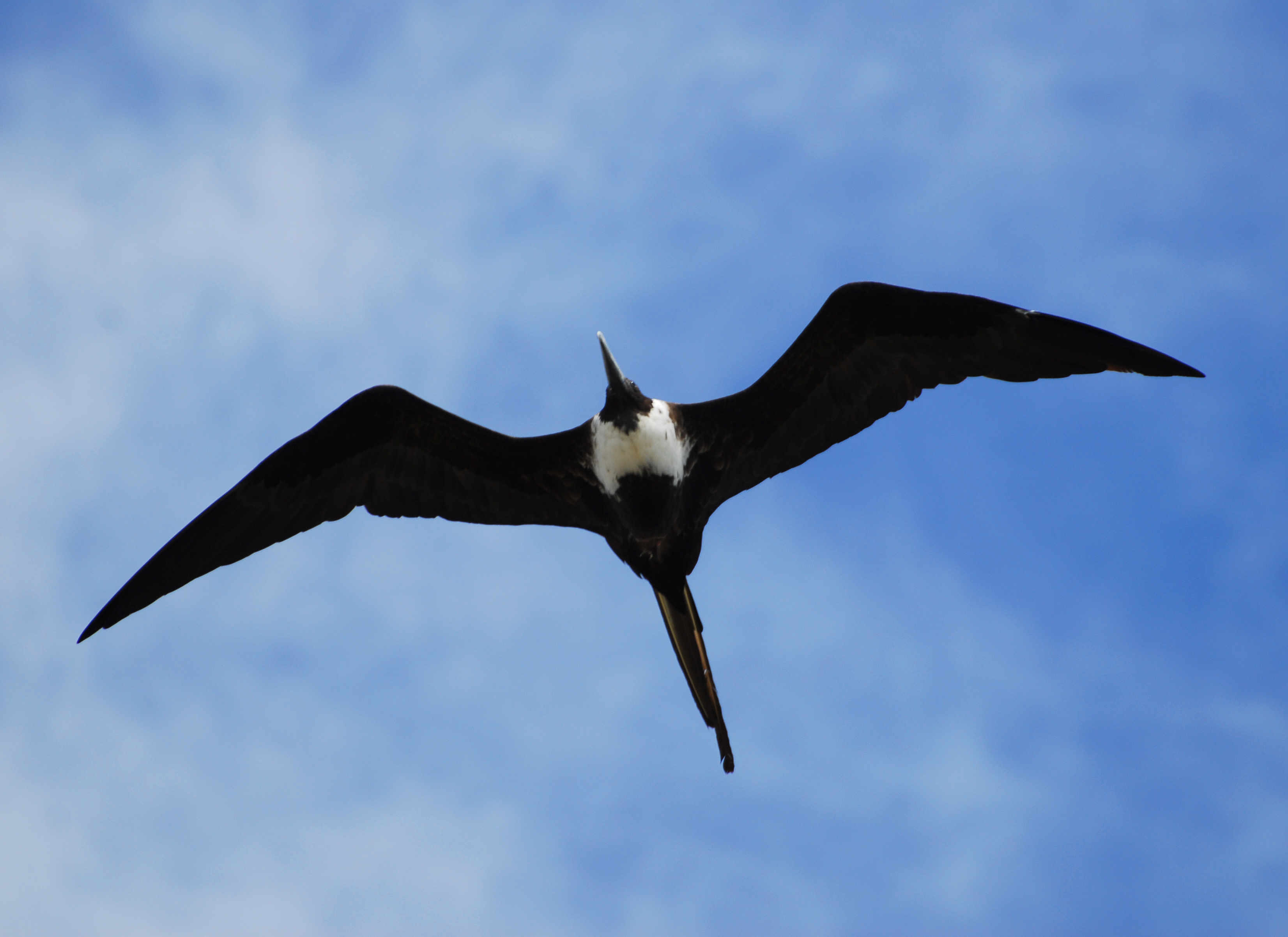
Prachtfregattvogel (Fregata magnificens)

### Glanzvögel
- Riesenglanzvogel (Jacamerops aureus)
- Rotschwanz-Glanzvogel (Galbula ruficauda)

### Habichtartige
- Breitflügelbussard (Buteo platypterus)
- Cayenneweih (Leptodon cayanensis)
- Däumlingssperber (Accipiter superciliosus)
- Rostbrust-Zahnhabicht (Harpagus bidentatus)
- Eckschwanzsperber (Accipiter striatus)
- Einsiedleradler (Harpyhaliaetus solitarius)
- Elsteradler (Spizastur melanoleucus)
- Fischbussard (Busarellus nigricollis)
- Graubauchhabicht (Accipiter poliogaster)
- Harpyie (Harpia harpyja)
- Kornweihe (Circus cyaneus)
- Krabbenbussard (Buteogallus anthracinus)
- Kurzschwanzbussard (Buteo brachyurus)
- Langschnabelweih (Chondrohierax uncinatus)
- Mississippiweih (Ictinia mississippiensis)
- Mohrenbussard (Buteo albonotatus)
- Möwenbussard (Leucopternis semiplumbeus)
- Prachtadler (Spizaetus ornatus)
- Präriebussard (Buteo swainsoni)
- Prinzenbussard (Leucopternis princeps)
- Rotschwanzbussard (Buteo jamaicensis)
- Rundschwanzsperber (Accipiter cooperii)
- Savannenbussard (Buteogallus meridionalis)
- Schneckenweih (Rostrhamus sociabilis)
- Schneebussard (Leucopternis albicollis)
- Schwalbenweih (Elanoides forficatus)Schwalbenweih (Elanoides forficatus)

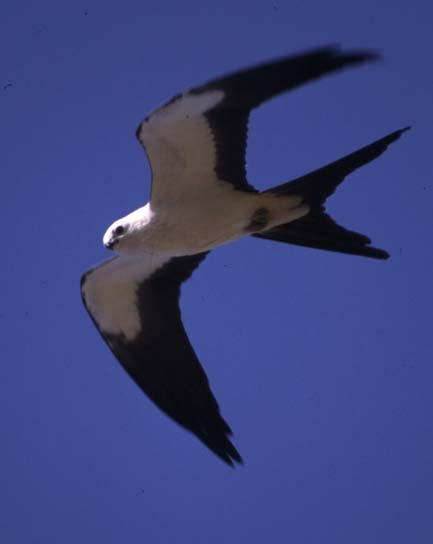
Schwalbenweih (Elanoides forficatus)

- Schwarzbussard (Buteogallus urubitinga)
- Schwebeweih (Ictinia plumbea)
- Sperberweihe (Geranospiza caerulescens)
- Tyrannenadler (Spizaetus tyrannus)
- Wegebussard (Buteo magnirostris)
- Weißschwanzaar (Elanus leucurus)
- Weißschwanzbussard (Buteo albicaudatus)
- Würgadler (Morphnus guianensis)
- Wüstenbussard (Parabuteo unicinctus)
- Zweibindenbussard (Asturina nitida)
- Zweifarbensperber (Accipiter bicolor)

### Hokkohühner
- Braunflügelguan (Ortalis vetula)
- Graukopfguan (Ortalis cinereiceps)
- Weißbauchguan (Ortalis leucogastra)
- Haubenguan (Penelope purpurascens)
- Mohrenguan (Chamaepetes unicolor)
- Tuberkelhokko (Crax rubra)

### Ibisse und Löffler
- Sichler (Plegadis falcinellus)
- Brillensichler (Plegadis chihi)
- Grünibis (Mesembrinibis cayennensis)
- Rosalöffler (Ajaja ajaja)
- Schneesichler (Eudocimus albus)

### Kardinäle
- Azurbischof (Passerina caerulea)
- Blauammer (Cyanocompsa parellina)
- Buntkehlsaltator (Saltator maximus)
- Dickzissel (Spiza americana)
- Graubauchkardinal (Caryothraustes poliogaster)
- Grausaltator (Saltator coerulescens)
- Indigofink (Passerina cyanea)
- Papstfink (Passerina ciris)
- Rosenbrust-Kernknacker (Pheucticus ludovicianus)
- Rotschnabelsaltator (Saltator grossus)
- Schwarzkappensaltator (Saltator atriceps)
- Schwarzschenkel-Kernknacker (Pheucticus tibialis)
- Schwarzschwanz-Kernbeisser (Pheucticus melanocephalus)
- Stahlbischof (Cyanocompsa cyanoides)
- Strichelsaltator (Saltator striatipectus)

### Kolibris
- Guanacasteamazilie (Amazilia alfaroana)
- Blaubrustamazilie (Polyerata amabilis)
- Blaukehlkolibri (Lepidopyga coeruleogularis)
- Blauschwanzamazilie (Saucerottia cyanura)
- Blauschwanz-Buffonkolibri (Chalybura buffonii)
- Braun-Veilchenohrkolibri (Colibri delphinae)
- Braunschwanzamazilie (Amazilia tzacatl)
- Bronzekopfamazilie (Agyrtria candida)
- Bronzekappenkolibri (Microchera cupreiceps)
- Bronzeschwanz-Buffonkolibri (Chalybura urochrysia)
- Grünfadenelfe (Discosura conversii)
- Edwardamazilie (Saucerottia edward)
- Feuerkehlkolibri (Panterpe insignis)
- Funkenkehlkolibri (Heliomaster constantii)
- Gabelschwanz-Smaragdkolibri (Chlorostilbon canivetii salvini)
- Gartensmaragdkolibri (Chlorostilbon assimilis)
- Goldschwanz-Saphirkolibri (Hylocharis eliciae)
- Grauschwanznymphe (Lampornis cinereicauda)
- Grünbrust-Mangokolibri (Anthracothorax prevostii)
- Elvirakolibri (Microchera chionura)
- Grünschattenkolibri (Phaethornis guy)
- Grünstirn-Brillantkolibri (Heliodoxa jacula)
- Grünstirn-Lanzettschnabel (Doryfera ludovicae)
- Berg-Veilchenohrkolibri (Colibri cyanotus)
- Kupferschattenkolibri (Glaucis aenea)
- Mangrovenamazilie (Polyerata boucardi)
- Orangekehlelfe (Selasphorus scintilla)
- Purpurkehlnymphe (Lampornis calolaema)
- Purpurkron-Schmuckkolibri (Heliothryx barroti)
- Rosenkehlkolibri (Heliomaster longirostris)
- Rotschopfelfe (Lophornis delattrei)
- Rubinkehlkolibri (Archilochus colubris)
- Schmuckamazilie (Amazilia decora)
- Schneekappenkolibri (Microchera albocoronata)
- Schuppenbrustkolibri (Phaeochroa cuvierii)
- Schwarzbauchkolibri (Eupherusa nigriventris)
- Schwarzschopfelfe (Lophornis helenae)
- Stahlgrüne Amazilie (Saucerottia saucerrottei)
- Streifenkehl-Schattenkolibri (Phaethornis striigularis)
- Streifenschwanzkolibri (Eupherusa eximia)
- Veilchenkehlnymphe (Lampornis hemileucus)
- Veragua-Mangokolibri (Anthracothorax veraguensis)
- Violettdegenflügel (Campylopterus hemileucurus)
- Violettkehl-Sternkolibri (Calliphlox bryantae)
- Violettkopfkolibri (Klais guimeti)
- Violettkron-Brillantkolibri (Eugenes fulgens spectabilis)
- Violettkronennymphe (Thalurania colombica)
- Vulkanelfe (Selasphorus flammula)
- Weißbinden-Schattenkolibri (Threnetes ruckeri)
- Weißkehl-Sichelschnabel (Eutoxeres aquila)
- Weißnackenkolibri (Florisuga mellivora)
- Weißschopfelfe (Lophornis adorabilis)
- Langschnabel-Schattenkolibri, (Phaethornis longirostris)
- Zimtbauchamazilie (Amazilia rutila)

### Kormorane
- Olivenscharbe (Phalacrocorax brasilianus)

### Kuckucke
- Cayennekuckuck (Piaya cayana)
- Cocoskuckuck (Coccyzus ferrugineus)
- Drosselkuckuck (Morococcyx erythropygus)
- Fasanenkuckuck (Dromococcyx phasianellus)
- Gelbschnabelkuckuck (Coccyzus americanus)
- Glattschnabelani (Crotophaga ani)
- Mangrovenkuckuck (Coccyzus minor)
- Riefenschnabelani (Crotophaga sulcirostris)
- Schwarzschnabelkuckuck (Coccyzus erythropthalmus)
- Streifenkuckuck (Tapera naevia)
- Geoffroygrundkuckuck (Neomorphus geoffroyi)

### Lappentaucher
- Bindentaucher (Podilymbus podiceps)
- Schwarzhalstaucher (Podiceps nigricollis)
- Schwarzkopf-Zwergtaucher (Tachybaptus dominicus)

### Möwen
- Amerikanische Silbermöwe (Larus smithsonianus)
- Aztekenmöwe (Larus atricilla)
- Bonapartemöwe (Larus philadelphia)
- Gabelschwanzmöwe (Creagrus furcatus)
- Graumöwe (Larus modestus)
- Heermannmöwe (Larus heermanni)
- Präriemöwe (Larus pipixcan)
- Ringschnabelmöwe (Larus delawarensis)
- Schwalbenmöwe (Xema sabini)

### Mückenfänger
- Graubauch-Degenschnäbler (Microbates cinereiventris)
- Schwarzschwanz-Degenschnäbler (Ramphocaenus melanurus)
- Tropen-Mückenfänger (Polioptila plumbea)
- Weißzügel-Mückenfänger (Polioptila albiloris)

### Nachtschwalben
- Augennachtschwalbe (Nyctiphrynus ocellatus)
- Bändernachtschwalbe (Lurocalis semitorquatus)
- Bergnachtschwalbe (Caprimulgus saturatus)
- Carolinanachtschwalbe (Caprimulgus carolinensis)
- Falkennachtschwalbe (Chordeiles minor)
- Pauraque (Nyctidromus albicollis)
- Rostnachtschwalbe (Caprimulgus rufus)
- Schwarzkehl-Nachtschwalbe (Caprimulgus vociferus)
- Texasnachtschwalbe (Chordeiles acutipennis)
- Weißschwanz-Nachtschwalbe (Caprimulgus cayennensis)

### Neuweltgeier
- Savannen-Gelbkopfgeier (Cathartes burrovianus)

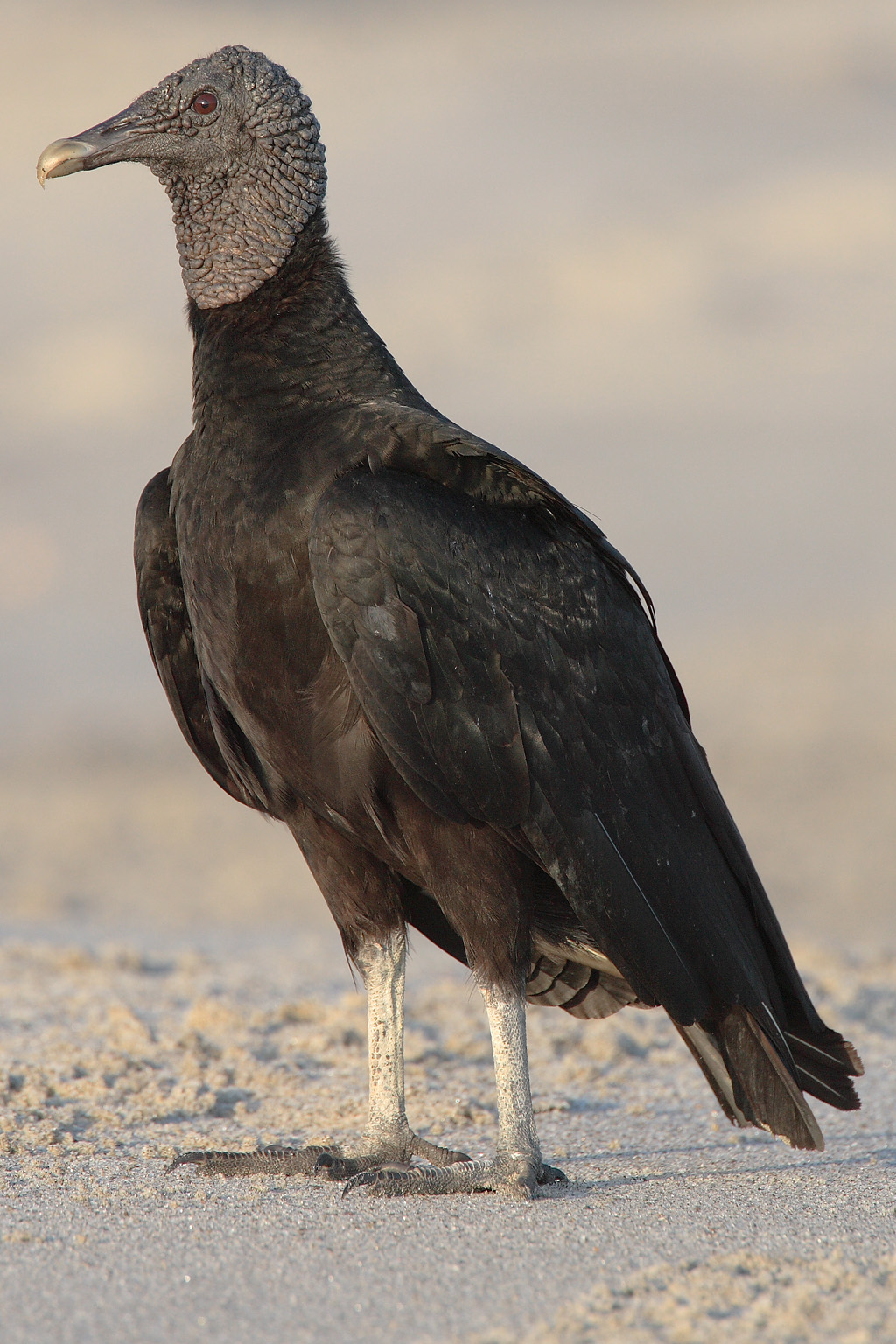
Rabengeier (Coragyps atratus)

- Königsgeier (Sarcoramphus papa)
- Rabengeier (Coragyps atratus)Rabengeier (Coragyps atratus)
- Truthahngeier (Cathartes aura)

### Pelikane
- Braunpelikan (Pelecanus occidentalis)
- Nashornpelikan (Pelecanus erythrorhynchos)

### Rabenvögel
- Blaukappenhäher (Cyanolyca cucullata)
- Braunhäher (Cyanocorax morio)
- Langschwanzhäher (Calocitta formosa)
- Schwarzbrust-Blaurabe (Cyanocorax affinis)
- Silberhäher (Cyanolyca argentigula)

### Rallenkraniche
- Rallenkranich (Aramus guarauna)

### Rallenvögel
- Amazonasralle (Laterallus exilis)
- Indianerblässhuhn (Fulica americana)
- Braunkappenralle (Aramides axillaris)
- Carolinasumpfhuhn (Porzana carolina)
- Cayenneralle (Aramides cajanea)
- Einfarbralle (Amaurolimnas concolor)
- Fleckenralle (Pardirallus maculatus)
- Gelbbrust-Sumpfhuhn (Laterallus flaviventer )
- Goldschnabel-Sumpfhuhn (Mustelirallus erythrops)
- Rubinralle (Laterallus ruber)
- Schieferralle (Laterallus jamaicensis)
- Schomburgkralle (Micropygia schomburgkii)
- Teichhuhn (Gallinula chloropus)
- Zwergsultanshuhn (Porphyrio martinica)

### Raubmöwen
- Antarktikskua (Stercorarius maccormicki)
- Falkenraubmöwe (Stercorarius longicaudus)
- Große Raubmöwe (Stercorarius skua)
- Schmarotzerraubmöwe (Stercorarius parasiticus)
- Spatelraubmöwe (Stercorarius pomarinus)

### Regenpfeifer
- Amerikanischer Sandregenpfeifer (Charadrius semipalmatus)
- Bronzekiebitz (Vanellus chilensis)
- Keilschwanz-Regenpfeifer (Charadrius vociferus)
- Kiebitzregenpfeifer (Pluvialis squatarola)
- Schlankschnabel-Regenpfeifer (Charadrius collaris)
- Seeregenpfeifer (Charadrius alexandrinus)
- Prärie-Goldregenpfeifer (Pluvialis dominica)
- Wilsonregenpfeifer (Charadrius wilsonia)

### Reiher
- Amerikanische Zwergdommel (Ixobrychus exilis)
- Blaureiher (Egretta caerulea)
- Dreifarbenreiher (Egretta tricolor)
- Grünreiher (Butorides virescens)
- Kahnschnabel (Cochlearius cochlearius)Kahnschnabel (Cochlearius cochlearius)
- Kanadareiher (Ardea herodias)

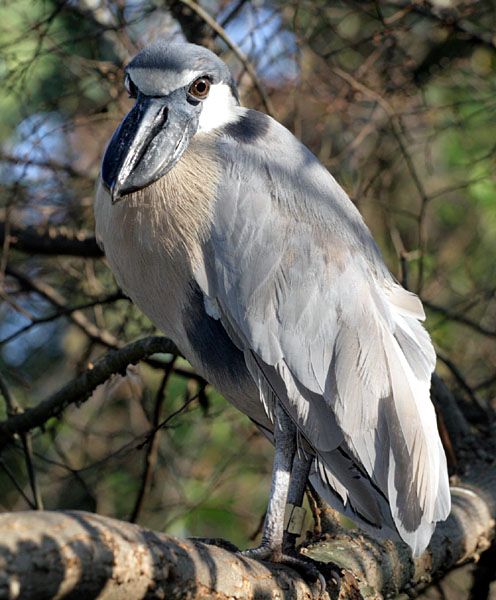
Kahnschnabel (Cochlearius cochlearius)

- Krabbenreiher (Nyctanassa violacea)
- Kuhreiher (Bubulcus ibis)
- Mangrovereiher (Butorides striata)
- Marmorreiher (Tigrisoma lineatum)
- Nachtreiher (Nycticorax nycticorax)
- Nacktkehlreiher (Tigrisoma mexicanum)
- Nordamerikanische Rohrdommel (Botaurus lentiginosus)
- Rötelreiher (Egretta rufescens)
- Schmuckreiher (Egretta thula)
- Silberreiher (Ardea alba)
- Speerreiher (Agamia agami)
- Streifenreiher (Tigrisoma fasciatum)
- Südamerikanische Rohrdommel (Botaurus pinnatus)

### Säbelschnäbler
- Amerikanischer Säbelschnäbler (Recurvirostra americana)
- Amerikanischer Stelzenläufer (Himantopus mexicanus)

### Sägeracken
- Blauscheitelmotmot (Momotus momota)
- Brauenmotmot (Eumomota superciliosa)
- Kielschnabelmotmot (Electron carinatum)
- Plattschnabelmotmot (Electron platyrhynchum)
- Zimtbrustmotmot (Baryphthengus martii)
- Zwergmotmot (Hylomanes momotula)

### Scherenschnäbel
- Amerikascherenschnabel (Rynchops niger)

### Schlangenhalsvögel
- Amerika-Schlangenhalsvogel (Anhinga anhinga)

### Schleiereulen
- Schleiereule (Tyto alba)

### Schmuckvögel
- Azurkotinga (Cotinga amabilis)
- Dreilappenkotinga (Procnias tricarunculata)
- Flammenkopfkotinga (Oxyruncus cristatus)
- Gelbschnabelkotinga (Carpodectes antoniae)
- Grauscheitelkotinga (Carpodectes nitidus)
- Nacktkehl-Schirmvogel (Cephalopterus glabricollis)
- Purpurbrustkotinga (Querula purpurata)
- Ridgwaykotinga (Cotinga ridgwayi)
- Zimtrote Piha (Lipaugus unirufus)

### Schnepfenvögel
- Alpenstrandläufer (Calidris alpina)
- Bairdstrandläufer (Calidris bairdii)
- Bergstrandläufer (Calidris mauri)
- Bindenstrandläufer (Calidris himantopus)
- Drosseluferläufer (Actitis macularia)
- Einsiedelwasserläufer (Tringa solitaria)
- Eskimobrachvogel (Numenius borealis)
- Gischtläufer (Aphriza virgata)
- Grasläufer (Tryngites subruficollis)
- Graubrust-Strandläufer (Calidris melanotos)
- Großer Gelbschenkel (Tringa melanoleuca)
- Großer Schlammläufer (Limnodromus scolopaceus)
- Hudsonschnepfe (Limosa haemastica)
- Kampfläufer (Philomachus pugnax)
- Kleiner Gelbschenkel (Tringa flavipes)
- Kleiner Schlammläufer (Limnodromus griseus)
- Knutt (Calidris canutus)
- Marmorschnepfe (Limosa fedoa)
- Odinshühnchen (Phalaropus lobatus)
- Pfuhlschnepfe (Limosa lapponica)
- Prärieläufer (Bartramia longicauda)
- Regenbrachvogel (Numenius phaeopus)
- Rostbrachvogel (Numenius americanus)
- Sanderling (Calidris alba)
- Sandstrandläufer (Calidris pusilla)
- Schlammtreter (Catoptrophorus semipalmatus)
- Sichelstrandläufer (Calidris ferruginea)
- Steinwälzer (Arenaria interpres)
- Thorshühnchen (Phalaropus fulicarius)
- Wanderwasserläufer (Heterosceles incanus)
- Weißbürzel-Strandläufer (Calidris fuscicollis)
- Wiesenstrandläufer (Calidris minutilla)
- Wilsonbekassine (Gallinago delicata)
- Wilsonwassertreter (Phalaropus tricolor)

### Schnurrvögel
- Blauscheitelpipra (Lepidothrix coronata)
- Bronze-Schiffornis (Schiffornis turdinus)
- Gelbhosenpipra (Pipra mentalis)
- Graustirnpiprites (Piprites griseiceps)
- Langschwanzpipra (Chiroxiphia linearis)
- Lanzettschwanzpipra (Chiroxiphia lanceolata)
- Orangebandpipra (Manacus aurantiacus)
- Weißbandpipra (Manacus candei)
- Weißkragenpipra (Corapipo altera)
- Weißscheitelpipra (Dixiphia pipra), jetzt Pseudopipra pipra

### Schwalben
- Braunbrustschwalbe (Progne tapera)
- Fahlstirnschwalbe (Petrochelidon pyrrhonota)
- Graubrustschwalbe (Progne chalybea)
- Graukehlschwalbe (Stelgidopteryx serripennis)
- Höhlenschwalbe (Petrochelidon fulva)
- Mangroveschwalbe (Tachycineta albilinea)
- Purpurschwalbe (Progne subis)
- Rauchschwalbe (Hirundo rustica)
- Rauhflügelschwalbe (Stelgidopteryx ruficollis)
- Schwarzsteißschwalbe (Notiochelidon cyanoleuca)
- Sumpfschwalbe (Tachycineta bicolor)
- Uferschwalbe (Riparia riparia)
- Veilchenschwalbe (Tachycineta thalassina)

### Seeschwalben
- Antillenseeschwalbe (Sternula antillarum)
- Brandseeschwalbe (Sterna sandvicensis)
- Feenseeschwalbe (Gygis alba)
- Flussseeschwalbe (Sterna hirundo)
- Forsterseeschwalbe (Sterna forsteri)
- Königsseeschwalbe (Sterna maxima)
- Lachseeschwalbe (Gelochelidon nilotica)
- Noddi (Anous stolidus)
- Raubseeschwalbe (Hydroprogne caspia)
- Rußseeschwalbe (Onychoprion fuscata)
- Schmuckseeschwalbe (Sterna elegans)
- Trauerseeschwalbe (Chlidonias niger)
- Weißkappennoddi (Anous minutus)
- Zügelseeschwalbe (Onychoprion anaethetus)

### Segler
- Blasskehlsegler (Chaetura fumosa)
- Diademsegler (Cypseloides cherriei)
- Graubauchsegler (Chaetura vauxi)
- Graubürzelsegler (Chaetura cinereiventris)
- Großer Schwalbensegler (Panyptila sanctihieronymi)
- Halsbandsegler (Streptoprocne zonaris)
- Kleiner Schwalbensegler (Panyptila cayennensis)
- Rothalssegler (Streptoprocne rutila)
- Schornsteinsegler (Chaetura pelagica)
- Schwarzsegler (Cypseloides niger)
- Weißkinnsegler (Cypseloides cryptus)

### Seidenschnäpper
- Gelbflanken-Seidenschnäpper (Phainoptila melanoxantha)
- Langschwanz-Seidenschnäpper (Ptilogonys caudatus)
- Trauerseidenschnäpper (Phainopepla nitens)

### Seidenschwänze
- Zedernseidenschwanz (Bombycilla cedrorum)

### Sonnenralle
- Sonnenralle (Eurypyga helias)

### Spechte
- Blutbürzelspecht (Veniliornis kirkii)
- Bronzespecht (Piculus chrysochloros)
- Buntkopfspecht (Melanerpes chrysauchen)
- Eichelspecht (Melanerpes formicivorus)
- Feuerkopf-Saftlecker (Sphyrapicus varius)
- Haarspecht (Picoides villosus)
- Hoffmannspecht (Melanerpes hoffmannii)
- Kastanienspecht (Celeus castaneus)
- Königspecht (Campephilus guatemalensis)
- Linienspecht (Dryocopus lineatus)
- Olivmantelspecht (Piculus rubiginosus)
- Olivrücken-Zwergspecht (Picumnus olivaceus)
- Rotkappenspecht (Melanerpes rubricapillus)
- Rotkehlspecht (Celeus loricatus)
- Rußspecht (Veniliornis fumigatus)
- Schläfenfleckspecht (Melanerpes pucherani)
- Zimtflügelspecht (Piculus simplex)

### Sperlinge
- Haussperling (Passer domesticus), eingeschleppt

### Spottdrosseln
- Katzendrossel (Dumetella carolinensis)
- Tropenspottdrossel (Mimus gilvus)

### Stärlinge
- Baltimoretrupial (Icterus galbula)
- Bullockoriole (Icterus bullockii)
- Dohlengrackel (Quiscalus mexicanus)
- Gelbkopfstärling (Xanthocephalus xanthocephalus)
- Gelbschnabelkassike (Amblycercus holosericeus)
- Gelbschwanztrupial (Icterus mesomelas)
- Krähenstirnvogel (Psarocolius decumanus)
- Montezumastirnvogel (Gymnostinops montezuma)
- Nicaraguagrackel (Quiscalus nicaraguensis)
- Orchardtrupial (Icterus spurius)
- Östlicher Lerchenstärling (Sturnella magna)
- Reisstärling (Dolichonyx oryzivorus)
- Riesenkuhstärling (Molothrus oryzivorus)
- Rotaugenkuhstärling (Molothrus aeneus)
- Rotbruststärling (Sturnella militaris)
- Rotkopf-Stirnvogel (Psarocolius wagleri)
- Rotflügelstärling (Agelaius phoeniceus)
- Scharlachbürzelkassike (Cacicus uropygialis)
- Schwarzflügeltrupial (Icterus chrysater)
- Schwarzkleidtrupial (Icterus prosthemelas)
- Schwarzrückentrupial (Icterus abeillei)
- Streifentrupial (Icterus pustulatus)
- Trauerstärling (Dives dives)
- Tropfentrupial (Icterus pectoralis)

### Steißhühner
- Bergtinamu (Nothocercus bonapartei)
- Brauntinamu (Crypturellus soui)
- Buschtinamu (Crypturellus cinnamomeus)
- Großtinamu (Tinamus major)Großtinamu (Tinamus major)

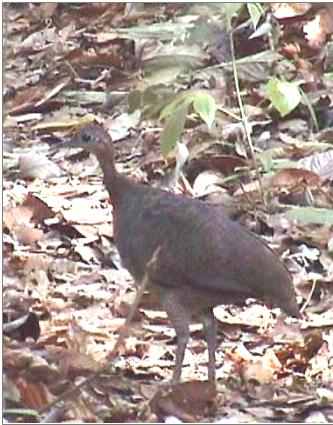
Großtinamu (Tinamus major)

- Rotfußtinamu (Crypturellus boucardi)

### Störche

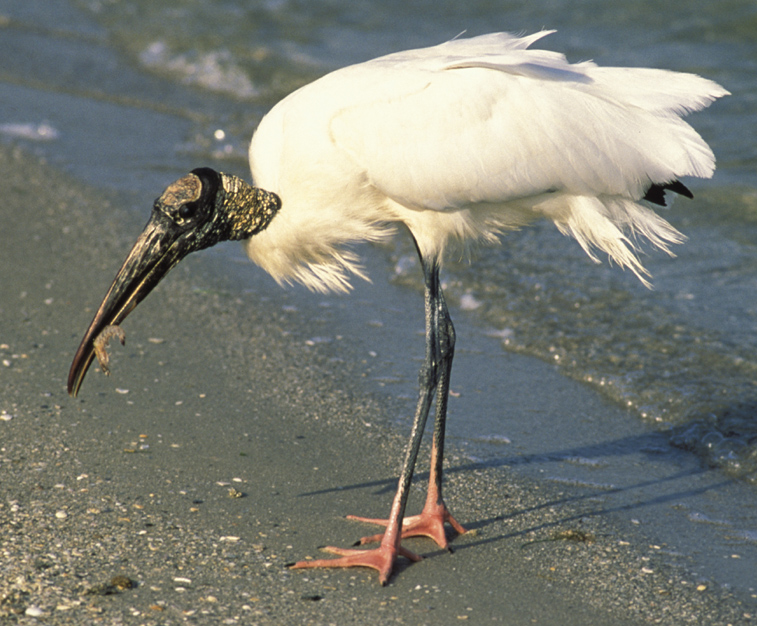
Waldstorch (Mycteria americana)

- Jabiru (Jabiru mycteria)
- Waldstorch (Mycteria americana)Waldstorch (Mycteria americana)

### Sturmschwalben
- Buntfuß-Sturmschwalbe (Oceanites oceanicus)
- Elliotsturmschwalbe (Oceanites gracilis)
- Galapagoswellenläufer (Oceanodroma tethys)
- Madeirawellenläufer (Oceanodroma castro)
- Rußwellenläufer (Oceanodroma markhami)
- Schwarzwellenläufer (Oceanodroma melania)
- Weißgesicht-Sturmschwalbe (Pelagodroma marina)
- Wellenläufer (Oceanodroma leucorhoa)
- Zwergsturmschwalbe (Oceanodroma microsoma)

### Sturmvögel
- Blassfuß-Sturmtaucher (Puffinus creatopus)
- Dunkler Sturmtaucher (Puffinus griseus)
- Galapagos Sturmvogel (Pterodroma phaeopygia)
- Gelbschnabelsturmtaucher-edwardsii (Calonectris diomedea)
- Großer Sturmtaucher (Puffinus gravis)
- Keilschwanz-Sturmtaucher (Puffinus pacificus)
- Kurzschwanz-Sturmtaucher (Puffinus tenuirostris)
- Schuppensturmtaucher (Puffinus lherminieri)
- Schwarzsturmvogel (Procellaria parkinsoni)
- Weihnachtssturmtaucher (Puffinus nativitatis)
- Weißnacken-Sturmvogel (Pterodroma hasitata)

### Tagschläfer
- Mexikotagschläfer (Nyctibius jamaicensis)
- Riesentagschläfer (Nyctibius grandis)
- Urutau-Tagschläfer (Nyctibius griseus)

### Tangaren
- Abttangare (Thraupis abbas)
- Azurnaschvogel (Cyanerpes lucidus)
- Bangs-Tangare (Bangsia arcaei NT)
- Bischofstangare (Thraupis episcopus)
- Blaukopfpitpit (Dacnis cayana)
- Blauscheitelorganist (Euphonia elegantissima)
- Bluttangare (Piranga bidentata)
- Braunscheitelorganist (Euphonia anneae)
- Buschorganist (Euphonia affinis)
- Carmiol-Tangare (Chlorothraupis carmioli)
- Dickschnabelorganist (Euphonia laniirostris)
- Finkentangare (Chlorospingus ophthalmicus)
- Flammentangare (Ramphocelus sanguinolentus)
- Gelbscheitelorganist (Euphonia luteicapilla)
- Glanzflecken Tangare (Tangara dowii)
- Goldbrauenorganist (Chlorophonia callophrys)
- Goldflügeltangare (Tangara lavinia)
- Graukehl-Buschtangare (Chlorospingus canigularis)
- Graukopftangare (Eucometis penicillata)
- Grüntangare (Tangara gyrola)
- Kappennaschvogel (Chlorophanes spiza)
- Karminhabia (Habia rubica)
- Kieferntangare (Piranga ludoviciana)
- Olivrückenorganist (Euphonia gouldi)
- Palmentangare (Thraupis palmarum)
- Passerinitangare (Ramphocelus passerinii)
- Goldscheiteltangare (Tangara larvata)
- Queo (Rhodinocichla rosea)
- Rotschenkelpitpit (Dacnis venusta)
- Rotsteißorganist (Euphonia fulvicrissa)
- Rußgesichttangare (Mitrospingus cassinii)
- Scharlachtangare (Piranga olivacea)
- Schlichttangare (Tangara inornata)
- Schwalbenorganist (Euphonia hirundinacea)
- Schwarzachsel-Haubentangare (Tachyphonus delatrii)
- Schwarzkinnhabia (Habia fuscicauda)
- Schwarztangare (Tachyphonus rufus)
- Schwarzwangenhabia (Habia atrimaxillaris)
- Schwefelschwanz-Tangar (Heterospingus rubrifrons)
- Silberkehltangare (Tangara icterocephala)
- Smaragdtangare (Tangara florida)
- Sommertangare (Piranga rubra)
- Stirnfleckenorganist (Euphonia imitans)
- Trauertangare (Tachyphonus luctuosus)
- Tropfentangare (Tangara guttata)
- Türkisnaschvogel (Cyanerpes cyaneus)
- Weißbauchorganist (Euphonia minuta)
- Weißbindentangare (Piranga leucoptera)
- Weißbrauen-Buschtangare (Chlorospingus pileatus)
- Weißkehl-Würgertangare (Lanio leucothorax)
- Zinnobertangare (Piranga flava)
- Zitronentangare (Chrysothlypis chrysomelaena)

### Tauben
- Aztekentäubchen (Columbina inca)
- Bandtaube (Patagioenas fasciata)
- Bergtaube (Geotrygon montana)
- Bischofstaube (Geotrygon violacea)
- Blauringtaube (Leptotila verreauxi)
- Bonapartetaube (Leptotila plumbeiceps)
- Carolinataube (Zenaida macroura)
- Cassintaube (Leptotila cassini)
- Chiriqui-Wachteltaube (Geotrygon chiriquensis)
- Costa-Rica-Taube (Geotrygon costaricensis)
- Felsentaube (Columba livia)
- Kurzschnabeltaube (Patagioenas nigrirostris)
- Mondetourtäubchen (Claravis mondetoura)
- Purpurrückentaube (Geotrygon lawrencii)
- Purpurtaube (Patagioenas subvinacea)
- Rosttäubchen (Columbina talpacoti)
- Rotrückentaube (Patagioenas cayennensis)
- Rotschnabeltaube (Patagioenas flavirostris)
- Schmucktäubchen (Claravis pretiosa)
- Schuppenbauchtaube (Patagioenas speciosa)
- Sperlingstäubchen (Columbina passerina)
- Veraguataube (Geotrygon veraguensis)
- Weißflügeltaube (Zenaida asiatica)
- Weißscheiteltaube (Patagioenas leucocephala)
- Zwergtäubchen (Columbina minuta)

### Tölpel
- Blaufußtölpel (Sula nebouxii)
- Brauntölpel (Sula leucogaster)
- Maskentölpel (Sula dactylatra)
- Rotfußtölpel (Sula sula)

### Töpfervögel
- Braunbauch-Baumspäher (Xenops minutus)
- Fahlkehl-Baumspäher (Automolus ochrolaemus)
- Fleckenbrust-Laubwender (Sclerurus guatemalensis)
- Graukehl-Laubwender (Sclerurus albigularis)
- Graurücken-Dickichtschlüpfer (Synallaxis brachyura)
- Ockerbrillen-Blattspäher (Anabacerthia variegaticeps)
- Ockerkehl-Baumspäher (Thripadectes rufobrunneus)
- Ockerstirn-Blattspäher (Philydor rufus)
- Panamáschopfohr (Pseudocolaptes lawrencii)
- Rostbrust-Stachelschwanz (Margarornis rubiginosus)
- Rostkehl-Laubwender (Sclerurus mexicanus)
- Rotgesicht-Baumschlüpfer (Cranioleuca erythrops)
- Streifenblattspäher (Syndactyla subalaris)
- Strichelrücken-Waldspäher (Hyloctistes subulatus)
- Strichelscheitel-Baumspäher (Xenops rutilans)
- Weißbauch-Dickichtschlüpfer (Synallaxis albescens)
- Westlicher Fleckenstachelschwanz (Premnoplex brunnescens)
- Zimtkehl-Baumspäher (Automolus rubiginosus)

### Triele
- Dominikanertriel (Burhinus bistriatus)

### Trogone
- Bairdtrogon (Trogon bairdii)
- Bronzetrogon (Trogon mexicanus)
- Goldbauchtrogon (Trogon aurantiiventris)
- Halsbandtrogon (Trogon collaris)
- Kupfertrogon (Trogon elegans)
- Quetzal (Pharomachrus mocinno)
- Schieferschwanztrogon (Trogon massena)
- Schwarzkehltrogon (Trogon rufus)
- Schwarzkopftrogon (Trogon melanocephalus)
- Sperberschwanztrogon (Trogon clathratus)
- Veilchentrogon (Trogon violaceus)

### Tropikvögel
- Rotschnabel-Tropikvogel (Phaethon aethereus)
- Weißschwanz-Tropikvogel (Phaethon lepturus)

### Tukane
- Blaukehl-Grünarassari (Aulacorhynchus prasinus caeruleogularis)
- Feuerschnabelarassari (Pteroglossus frantzii)
- Fischertukan (Ramphastos sulfuratus)
- Gelbohrarassari (Selenidera spectabilis)
- Halsbandarassari (Pteroglossus torquatus)
- Laucharassari (Aulacorhynchus prasinus)
- Swainson-Tukan (Ramphastos swainsonii)

### Tyrannen
- Arkansaskönigstyrann (Tyrannus verticalis)
- Augenring-Breitschnabeltyrann (Rhynchocyclus brevirostris)
- Birkenschnäppertyrann (Empidonax flaviventris)
- Braunbart-Maskentyrann (Myiodynastes hemichrysus)
- Braunkappen-Kleintyrann (Ornithion brunneicapillus)
- Braunkappen-Laubtyrann (Leptopogon amaurocephalus)
- Braunschopftyrann (Myiarchus tyrannulus)
- Buchenschnäppertyrann (Empidonax virescens)
- Cocos-Insel-Tyrann (Nesotriccus ridgwayi)
- Erlenschnäppertyrann (Empidonax alnorum)
- Fahlkehl-Schnäppertyrann (Empidonax albigularis)
- Flügelspiegel-Breitschnabeltyrann (Tolmomyias assimilis)
- Gabelschwanz-Königstyrann (Tyrannus savana)
- Gelbbauch-Kleintyrann (Ornithion semiflavum)
- Gelbbauch-Olivtyrann (Elaenia flavogaster)
- Gelbbauch-Schnäppertyrann (Mitrephanes phaeocercus)
- Gelbbauch-Schopftyrann (Myiarchus crinitus)
- Gelbbürzel-Attilatyrann (Attila spadiceus)
- Gelbscheitel-Breitschnabeltyrann (Platyrinchus mystaceus)
- Goldkappen-Breitschnabeltyrann (Platyrinchus coronatus)
- Grauer Königstyrann (Tyrannus dominicensis)
- Graugelb-Todityrann (Todirostrum cinereum)
- Graukappen-Maskentyrann (Myiozetetes granadensis)
- Graukehl-Krummschnabeltyrann (Oncostoma cinereigulare)
- Graukopf-Todityrann (Poecilotriccus sylvia)
- Graurückenbekarde (Pachyramphus albogriseus)
- Grauwangen-Olivtyrann (Elaenia chiriquensis)
- Grüntyrann (Myiopagis viridicata)
- Höckerfuß-Fliegenstecher (Phyllomyias burmeisteri)
- Kalifornien-Schopftyrann (Myiarchus cinerascens)
- Kurzschnabel-Maskentyrann (Legatus leucophaius)
- Kurzschwanz-Breitschnabeltyrann (Platyrinchus cancrominus)
- Nordanden-Olivtyrann (Elaenia frantzii)
- Nördlicher Blasskleintyrann (Camptostoma imberbe)
- Nördlicher Fleckenmaskentyrann (Myiodynastes luteiventris)
- Nördlicher Strauchtyrann (Sublegatus arenarum)
- Ockerbauch-Pipratyrann (Mionectes oleagineus)
- Ockerbrust-Schnäppertyrann (Aphanotriccus capitalis)
- Ockergelb-Schnäppertyrann (Contopus ochraceus)
- Olivflanken-Schnäppertyrann (Contopus cooperi)
- Olivkopf-Pipratyrann (Mionectes olivaceus)
- Olivscheitel-Breitschnabeltyrann (Tolmomyias sulphurescens)
- Östlicher Waldschnäppertyrann (Contopus virens)
- Panamáschopftyrann (Myiarchus panamensis)
- Pazifischer Schopftyrann (Myiarchus nuttingi)
- Rosenkehlbekarde (Pachyramphus aglaiae)
- Rostschnäppertyrann (Myiophobus fasciatus)
- Rostschwingen-Maskentyrann (Myiozetetes cayanensis)
- Rötlicher Tropfenflügeltyrann (Laniocera rufescens)
- Rotscheitel-Maskentyrann (Myiozetetes similis)
- Rot-Schuppenkopftyrann (Lophotriccus pileatus)
- Rotschwanztyrann (Terenotriccus erythrurus)
- Scherenschwanz-Königstyrann (Tyrannus forficatus)
- Schieferkappen-Laubtyrann (Leptopogon superciliaris)
- Schieferkappen-Laubtyrann (Phylloscartes superciliaris)
- Schieferrücken-Königstyrann (Tyrannus tyrannus)
- Schopftyrann (Onychorhynchus mexicanus)
- Schwarzkappen-Schnäppertyrann (Empidonax atriceps)
- Schwarzkappen-Schopftyrann (Myiarchus tuberculifer)
- Schwarzkappen-Zwergtyrann (Myiornis atricapillus)
- Schwarzkopf-Phoebetyrann (Sayornis nigricans)
- Schwarzkopf-Todityrann (Todirostrum nigriceps)
- Schwarzschnabeltityra (Tityra inquisitor)
- Schwarzschwanz-Borstentyrann (Myiobius atricaudus)
- Schwefelbürzel-Borstentyrann (Myiobius sulphureipygius)
- Schwefelmaskentyrann (Pitangus sulphuratus)
- Starkschnabel-Maskentyrann (Megarynchus pitangua)
- Sturzbach-Kleintyrann (Serpophaga cinerea)
- Südlicher Blasskleintyrann (Camptostoma obsoletum)
- Südlicher Fleckenmaskentyrann (Myiodynastes maculatus)
- Südlicher Waldschnäppertyrann (Contopus cinereus)
- Sumpfschnäppertyrann (Empidonax flavescens)
- Texaskönigstyrann (Tyrannus couchii)
- Trauerkönigstyrann (Tyrannus melancholicus)
- Trauerschnäppertyrann (Contopus lugubris)
- Weidenschnäppertyrann (Empidonax traillii)
- Weißbindenbekarde (Pachyramphus polychopterus)
- Weißkappen-Schleppentyrann (Colonia colonus)
- Weißnacken-Maskentyrann (Conopias albovittata)
- Weißnackentityra (Tityra semifasciata)
- Weißstreif-Kleintyrann (Zimmerius vilissimus)
- Wellenbekarde (Pachyramphus versicolor)
- Westlicher Waldschnäppertyrann (Contopus sordidulus)
- Yellow Tyrannulet (Capsiempis flaveola)
- Zimtbekarde (Pachyramphus cinnamomeus)
- Zimtschmucktyrann (Rhytipterna holerythra)
- Zitronentyrann (Tyrannulus elatus)
- Zwergschnäppertyrann (Empidonax minimus)

### Vireos
- Bartvireo (Vireo altiloquus)
- Braunkappenvireo (Vireo leucophrys)
- Buschvireo (Hylophilus flavipes)
- Fuchsscheitelvireo (Hylophilus ochraceiceps)
- Gelbbindenvireo (Vireo carmioli)
- Gelbkehlvireo (Vireo flavifrons)
- Graukappenvireo (Hylophilus decurtatus)
- Graukopfvireo (Vireo solitarius)
- Mangrovevireo (Vireo pallens)
- Rostbrauenvireo (Cyclarhis gujanensis)
- Rotaugenvireo (Vireo olivaceus)
- Sängervireo (Vireo gilvus)
- Schlichtvireo (Vireo philadelphicus)
- Smaragdvireo (Vireolanius pulchellus)
- Weißaugenvireo (Vireo griseus)
- Zitronenflankenvireo (Vireo flavoviridis)

### Waldsänger
- Augenringwaldsänger (Oporornis agilis)
- Blauflügel-Waldsänger (Vermivora pinus)
- Blaurücken-Waldsänger (Dendroica caerulescens)
- Brauenwaldsänger (Vermivora peregrina)
- Braunbrust-Waldsänger (Dendroica castanea)
- Dickichtwaldsänger (Oporornis tolmiei)
- Dreistreifen-Waldsänger (Basileuterus tristriatus)
- Einsiedel-Waldsänger (Dendroica occidentalis)
- Elfenwaldsänger (Parula pitiayumi)
- Feuerwaldsänger (Parula gutturalis)
- Fichtenwaldsänger (Dendroica fusca)
- Flußwaldsänger (Basileuterus fulvicauda)
- Gelbbrust-Waldsänger (Icteria virens)
- Gelbscheitel-Waldsänger (Dendroica pensylvanica)
- Goldflügel-Waldsänger (Vermivora chrysoptera)
- Goldscheitel-Waldsänger (Basileuterus culicivorus)
- Goldkehl-Waldsänger (Dendroica dominica)
- Goldwaldsänger (Dendroica petechia)
- Graukopf-Waldsänger (Oporornis philadelphia)
- Grünmantel-Waldsänger (Dendroica virens)
- Haldenwaldsänger (Helmitheros vermivorus)
- Halsband-Waldsänger (Myioborus torquatus)
- Hemlock-Waldsänger (Dendroica magnolia)
- Kanadawaldsänger (Wilsonia canadensis)
- Kappenwaldsänger (Dendroica striata)
- Kapuzen-Waldsänger (Wilsonia citrina)
- Kentuckygelbkehlchen (Oporornis formosus)
- Kiefernwaldsänger (Dendroica pinus)
- Kletterwaldsänger (Mniotilta varia)
- Kronwaldsänger (Dendroica coronata)
- Larvenwaldsänger (Myioborus miniatus)
- Maskengelbkehlchen (Geothlypis aequinoctialis)
- Meisenwaldsänger (Parula americana)
- Mönchswaldsänger (Wilsonia pusilla)
- Olivscheitel-Gelbkehlchen (Geothlypis semiflava)
- Orangefleck-Waldsänger (Vermivora celata)
- Blauwaldsänger (Dendroica cerulea)
- Pieperwaldsänger (Seiurus aurocapilla)
- Rostscheitel-Waldsänger (Dendroica discolor)
- Rotkappen-Waldsänger (Basileuterus rufifrons)
- Rubinfleck-Waldsänger (Vermivora ruficapilla)
- Schnäpperwaldsänger (Setophaga ruticilla)
- Schwarzwangen-Waldsänger (Basileuterus melanogenys)
- Stelzenwaldsänger (Seiurus motacilla)
- Sumpfwaldsänger (Dendroica palmarum)
- Tigerwaldsänger (Dendroica tigrina)
- Townsend-Waldsänger (Dendroica townsendi)
- Uferwaldsänger (Seiurus noveboracensis)
- Weidengelbkehlchen (Geothlypis trichas)
- Wiesengelbkehlchen (Geothlypis poliocephala)
- Zeledonie (Zeledonia coronata)
- Zitronenwaldsänger (Protonotaria citrea)

### Wasseramseln
- Grauwasseramsel (Cinclus mexicanus)

### Zahnwachteln
- Guatemalawachtel (Dendrortyx leucophrys)
- Haubenwachtel (Colinus cristatus)
- Langbeinwachtel (Rhynchortyx cinctus)
- Marmorwachtel (Odontophorus gujanensis)
- Rotstirnwachtel (Odontophorus erythrops)
- Schwarzohrwachtel (Odontophorus melanotis)
- Tropfenwachtel (Odontophorus guttatus)
- Weißkehlwachtel (Odontophorus leucolaemus)

### Zaunkönige
- Akazienzaunkönig (Thryothorus pleurostictus)
- Bergzaunkönig (Thryorchilus browni)
- Bindenbauch-Zaunkönig (Thryothorus fasciatoventris)
- Cabaniszaunkönig (Cantorchilus modestus)
- Zeledonzaunkönig (Cantorchilus zeledoni)
- Einsiedlerzaunkönig (Henicorhina leucophrys)
- Fahlstreif-Zaunkönig (Troglodytes ochraceus)
- Felsenzaunkönig (Salpinctes obsoletus)
- Brillenzaunkönig (Cyphorhinus phaeocephalus)
- Fleckenbrust-Zaunkönig (Pheugopedius maculipectus)
- Hauszaunkönig (Troglodytes aedon)
- Kastanienzaunkönig (Cantorchilus nigricapillus)
- Nachtigallzaunkönig (Microcerculus philomela)
- Rotbrust-Zaunkönig (Thryothorus rutilus)
- Rostrücken-Zaunkönig (Campylorhynchus capistratus)
- Rotrückenzaunkönig (Thryophilus rufalbus)
- Schwarzkehl-Zaunkönig (Thryothorus atrogularis)
- Pampazaunkönig (Cistothorus platensis)
- Streifenbrust-Zaunkönig (Cantorchilus thoracicus)
- Tigerzaunkönig (Campylorhynchus zonatus)
- Uferzaunkönig (Cantorchilus semibadius)
- Waldzaunkönig (Henicorhina leucosticta)

### Zuckervögel(Coerebidae)
- Zuckervogel (Coereba flaveola)

## Neue Vogelarten 2009
Fünf neue Vogelarten wurden 2009 in Costa Rica laut der costa-ricanischen ornithologischen Gesellschaft (AOCR) in die offizielle Liste dieser Tiere aufgenommen. Laut dem Bericht handelt es sich für die Wissenschaft nicht um neue Arten, sondern um bereits in der Welt bekannte Vogelarten, deren Vorkommen aber zum ersten Mal im Land nachgewiesen wurde.
Die erste dieser Vogelarten ist der Weihnachtssturmtaucher (Puffinus nativitatis). Dabei handelt es sich um einen Vertreter der Sturmtaucher, der über zahlreiche Archipele des Pazifischen Ozeans wie Hawaii verbreitet ist. Man nimmt an, dass nur einige 5000 wildlebende Vögel auf der Welt existieren.
Der zweite Neuzugang der costa-ricanischen Liste ist der Graubauchhabicht (Accipiter poliogaster). Er gehört zu den Raubvogelarten. Diese Art bewohnt Wälder, tropische Urwälder und subtropische Tieflandzonen und ist im größten Teil Südamerikas registriert. Wie schon der Name vermuten lässt, ist diese Art durch ihren grau gefärbten Bauch gekennzeichnet.
Die Dreizehenmöwe (Rissa tridactyla) ist ein Vogel mittlerer Größe, gedrungen mit kurzen Füßen und stumpfem Schwanz. Sie ist dieses Jahr der dritte Neuzugang des nationalen Vogelbestandsverzeichnisses und ist eine der zwei Arten der Gattung Rissa, die ihren Namen dem Merkmal ihrer Art, der verkümmerten Hinterzehe verdankt. Die physische Erscheinung dieser Art ist durch einen langen gelben fleckenlosen Schnabel, weißen Kopf und Körper, Graufärbung an Schulter und oberem Flügel und vollständig grauen Flügelspitzen charakterisiert. Ferner weisen die Füße eine dunkelgraue oder rötliche Färbung auf.
Ihr Verhalten ist für Meeresvögel typisch und im Allgemeinen nähern sie sich der Küste nur zum Nisten.
Bis jetzt wurde angenommen, dass sich diese Art nur über die Meere der nördlichen Hemisphäre verbreitet hat, aber im März dieses Jahres gelang es Nicole Michel, einer Vogelexpertin, ein Individuum dieser Art an der Mündung des Río Tortuguero, im in Limón gelegenen Nationalpark Tortuguero zu beobachten. Laut Michel beobachtete sie ein einziges, am Strand sitzendes Exemplar mit „Wintergefieder“, doch dies genügte, um es im Land zu registrieren.
Auch der Veragua-Mangokolibri (Anthracothorax veraguensis) wurde von den Fachleuten der costa-ricanischen ornithologischen Gesellschaft in das nationale Bestandsverzeichnis von 2009 aufgenommen. Der Vogel ist sehr klein und leicht und besitzt ein auffallendes, metallisch grünes Gefieder. Sein Schnabel ist fast so lang wie der Körper. Der Hals der Männchen ist häufig bläulich gefärbt.
Bis jetzt war man aufgrund der wissenschaftlichen Evidenz der Ansicht, dass der Vogel nur im Nachbarland Panama lebte. Nichtsdestoweniger gelang es den Experten Kevin Easley und Steven Easley mehrere Exemplare in einem Garten in Golfito, Puntarenas zu beobachten.
Der Veragua-Mangokolibri steht seit Juli 2006 auf der Liste der weltweit vom Aussterben bedrohten Arten.
Schließlich vervollständigt mit dem Blaukehlkolibri (Lepidopyga coeruleogularis) ein weiterer Kolibri die Liste der „Neuzugänge des Jahres 2009“.
Es handelt sich um einen weiteren winzigen Vogel mit ebenfalls prächtiger metallischer Färbung und einem Schnabel, fast so lang wie der Körper.
Ebenso wie im Fall des Veragua-Mangokolibris bestätigten die Wissenschaftler das Vorkommen dieser Art in roten Erythrinablüten (Korallenbaum) in Puntarenas.